# Phenakistoskop

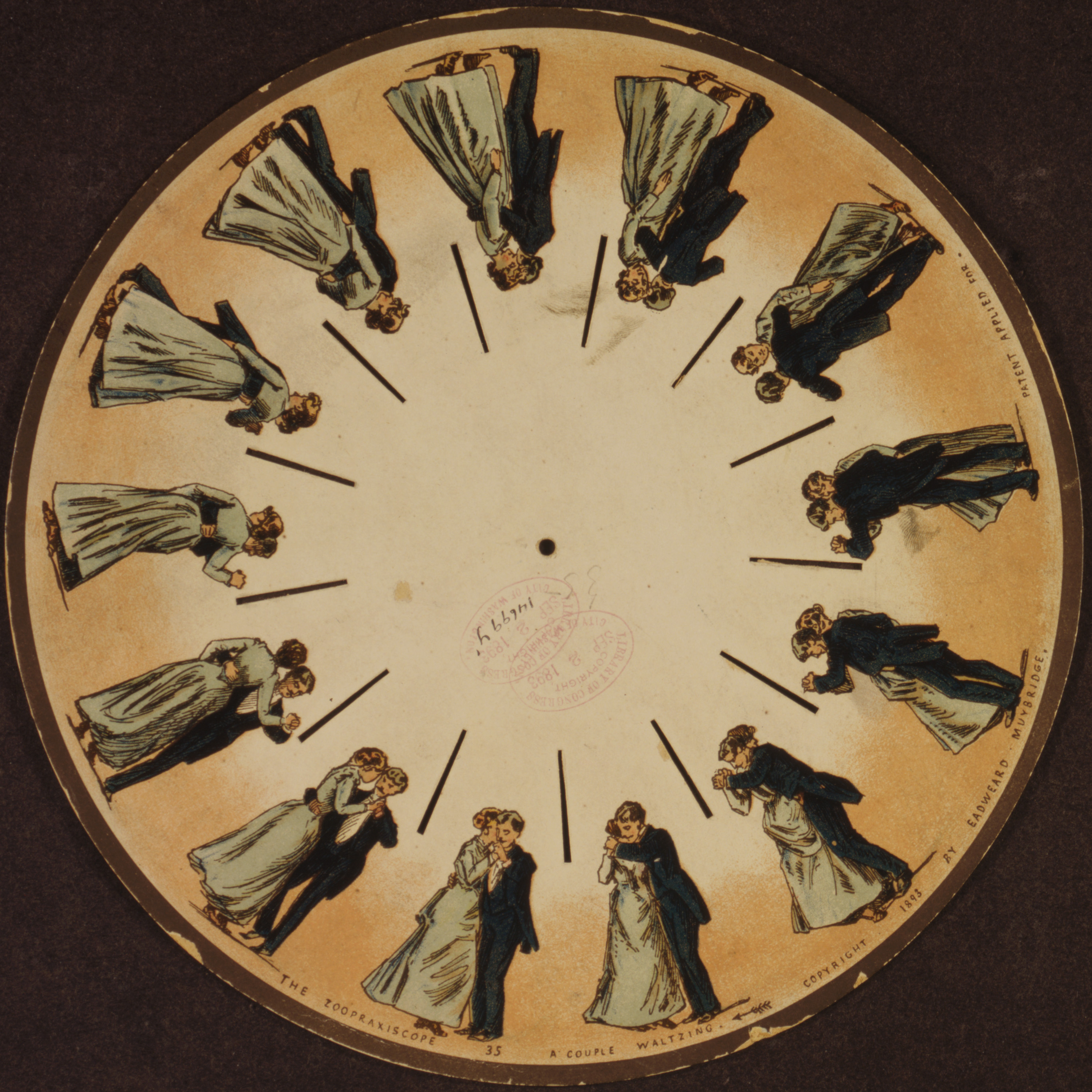
En phenakistoskopskiva av Eadweard Muybridge (1893)

Phenakistoskop - ett dansande par

Phenakistoskop, även fenakistoskop och fantaskop, är en apparat som kan återge bilder så de upplevs ge rörelse åt bildens motiv. Apparaten utvecklades av en belgisk fysiker Joseph Plateau år 1832 och kan räknas till ett steg i utvecklingen av den rörliga bilden (animation) och framförallt som ett bidrag till vetenskapen, i form av förståelse för hur människan uppfattar bilder i rörelse. Phenakistoskopet består av en eller flera cylinderformade skivor med målade bilder, som uppfattas röra på sig hos åskådaren när skivan eller skivorna snurras. Det existerar olika varianter och utvecklingar av phenakistoskopet där antalet skivor varierar och speglar används, men centralt är den optiska illusionen av en rörliga bild eller animation.

## Olika variationer
Några föregångare och inspirationskällor till Plateau var Michael Faraday och Peter Mark Roget som förde egen forskning och hade teorier som berörde bilder i rörelse och människans visuella uppfattningsförmåga. Det utvecklades samtidigt som phenakistoskopet flera liknande tekniker för att skapa illusionen av en rörlig bild. Några exempel på variationer är stroboskopet av Simon Stampfer som utvecklades samma år som Phenakistoskopet och även senare en mer utvecklad variation av William George Horner som kom att kallas zoetropet, som kunde användas utan en spegel och kunde observeras av flera åskådare samtidigt.

## Teknik och vetenskap
Det som skiljer phenakistoskopet från tidigare försök att skapa optiska illusioner av rörliga bilder är förmågan att få bilder att ”röra sig” på en och samma plats, samt att phenakistoskopet  bara är möjligt att användas av en person åt gången. Phenakistoskopet drar nytta av samma optiska illusion som sina samtida variationer, genom att visa bilder så snabbt att åskådarens öga inte hinner uppfatta att det är bilder, utan istället ger övergången mellan bilderna upphov till rörelser eller animationer. Övergången sker i två stadier där hjärnan först uppfattar bilden och dess position och sedan träder phi-fenomenet in när nästa bild uppfattas och fyller mellanrummet mellan bytet av bilderna med en illusion av rörelse.

## Betydelse för filmens utveckling
Utvecklingen av de första ”optiska leksakerna” som phenakistoskopet, ägde rum innan fotografiets inträdande i samhället. Phenakistoskopet kom därför att ses som den första formen av animation, vilket har sina likheter med den tidiga filmens utveckling på slutet av 1800-talet.
Fotografiet bidrog med en helt ny aspekt där ”verkliga” bilder senare kunde göras till det vi idag kallar film.